# Krugerrand
Il Krugerrand è una moneta d'oro sudafricana coniata per la prima volta nel 1967 con l'obiettivo principale di sostenere sul mercato l'oro sudafricano. Il Krugerrand è mezzo di pagamento legale in Sudafrica, anche se in origine non era stato inteso come vera e propria valuta.

## Storia
Il nome di questa moneta d'oro deriva dal ritratto di Paul Kruger impresso al dritto, mentre al rovescio si trova una gazzella (springbok), uno dei simboli nazionali del Sudafrica. Il nome "Suid-Afrika/South Africa" è indicato insieme con il valore nominale in afrikaans e in inglese. Kruger fu un uomo politico della fine dell'Ottocento che fu presidente della Repubblica del Transvaal. Il Krugerrand fu la prima moneta in lingotti ad essere trattata al valore di mercato del suo effettivo contenuto in oro. Nel caso invece di altre monete d'oro precedenti, come la britannica Gold Sovereign, il valore nominale poteva divergere anche sensibilmente dal valore dell'effettivo contenuto in oro.
Il Krugerrand è stata inoltre la prima moneta a contenere un'oncia di oro fino e ad essere destinata a costituire uno strumento per il possesso legale dell'oro da parte di privati. In particolare, il fatto che il Krugerrand fosse un mezzo di pagamento legale, permetteva ai cittadini statunitensi di possederlo legalmente dato che in quel periodo la legge americana (così come quella di molti altri paesi tra cui l'Italia) vietava il possesso di oro in lingotti ma permetteva quello di monete d'oro straniere.
Tuttavia a seguito delle sanzioni contro il Sudafrica durante l'apartheid, negli anni settanta e ottanta in diversi Stati occidentali è stata vietata l'importazione di Krugerrand d'oro, poi riammessa nel periodo 1990-1994. Nel periodo 1967-1969 sono state coniate 40 000 monete all'anno presso la Zecca di Pretoria. Nel 1970 la quantità di Krugerrand è salita a 211 018 monete. La soglia del milione è stata oltrepassata nel 1974 con 3,2 milioni di monete coniate mentre il record assoluto è stato raggiunto nel 1978 con sei milioni di Krugerrand. Nel 1980 sono stati introdotti altri tre tagli, da 1/2, 1/4 ed 1/10 di valore. In totale sono stati coniati 54,5 milioni di pezzi.
In seguito alle sanzioni anti-apartheid la produzione di Krugerrand è sensibilmente calata e ha raggiunto nel 1995 il suo record negativo con 8 285 monete da un'oncia. Il punto più basso per il conio dell'intera serie di Krugerrand è stato di 23 277 nel 1998. I livelli di produzione annua sono tornati a salire dal 2000 in poi anche se non sono tornati ai livelli precedenti all'introduzione delle sanzioni.
In origine il Krugerrand veniva venduto con una commissione del cinque per cento sul valore del suo contenuto in oro e veniva coniato in un unico taglio, quello da un'oncia, vale a dire 31,1035 grammi di oro fino. Attualmente il Krugerrand è coniato in diversi tagli e la commissione è soltanto dell'uno per cento sul prezzo di mercato dell'oro.
Dal momento che il Krugerrand è coniato in una lega contenente il 91,67 per cento di oro puro (22 carati), una moneta pesa in realtà 1,0909 once pari a 33,93 grammi ed ha dunque un titolo di 22 carati. Il resto della massa della moneta è costituito da 2,826 grammi di rame che dà al Krugerrand il suo aspetto arancio a differenza di altre monete d'oro che vengono coniate in lega d'argento. L'utilizzo di una lega è volto a rendere le monete d'oro più resistenti e durature e a proteggerle meglio dai graffi.
Il successo del Krugerrand ha fatto sì che anche altri stati produttori d'oro abbiano avviato il conio di proprie monete auree. Tra queste la Gold Maple Leaf canadese (1979), la Nugget australiana (1981) e la Gold Eagle statunitense (1986).
Nel 2006 in occasione di un'esposizione numismatica sono state coniate per la prima volta all'estero 500 serie comprendenti tutti i quattro tagli del Krugerrand. La Zecca di Stato di Berlino in Germania ha emesso le serie in collaborazione con la Zecca sudafricana. Una versione speciale del Krugerrand inserita nelle 500 serie commemorava il disegnatore del Krugerrand, il berlinese Otto Schultz.

## Formati
| Grandezza (oncia) | Peso in grammi | Contenuto in oro in grammi | Purezza 1,000 | Diametro in mm | Spessore in mm |
| ----------------- | -------------- | -------------------------- | ------------- | -------------- | -------------- |
| 1/1               | 33,93          | 31,10                      | 0,917         | 32,61-32,67    | 2,74-2,84      |
| 1/2               | 16,96          | 15,55                      | 0,917         | 26,93-27,07    | 2,12-2,21      |
| 1/4               | 8,48           | 7,77                       | 0,917         | 21,94-22,06    | 1,79-1,89      |
| 1/10              | 3,39           | 3,11                       | 0,917         | 16,45-16,55    | 1,25-1,35      |

## Krugerrand d'argento
Il Krugerrand è sempre stato coniato in oro per ragioni storiche. Alcuni siti internet hanno offerto in vendita per anni "Krugerrands d'argento". Monete con lo stesso disegno del Krugerrand ma coniati in argento. Queste monete, però, erano monete non ufficiali e non avevano valore legale. Ma dal 2017 la Zecca del Sud Africa ha deciso di coniare anche la variante d'argento, assecondando la richiesta del mercato, e quindi ora si trovano in commercio Krugerrand d'argento, che hanno realmente valore legale.